# Данильченко, Татьяна Михайловна
Татьяна Михайловна Данильченко (5 мая 1943 — 1 августа 2011, Владивосток) — советская и российская театральная актриса, народная артистка России (1999), актриса Приморского краевого драматического театра им. М. Горького.

## Биография
В 1963 г. окончила театральную студию при Краевом драматическом театре имени Горького во Владивостоке.
В 1963—1965 гг. — актриса Областного драматического театра Омска,
С 1965 г. — артистка Краевого драматического театра имени Горького во Владивостоке.

## Театральные работы
- Виктоша — «Сказки старого Арбата» (А. Н. Арбузов);
- Калугина — «Сослуживцы» (Э. Брагинский и Э. Рязанов);
- Марийка — «Солдатская вдова» (Н. Анкилов);
- Клементина — «Забыть Герострата» (Г. Горин);
- Пелагея Филатовна — «Ситуация» (В. Розов);
- Анисья — «Пелагея и Алька» (Ф. Абрамов и В. Мальков);
- Варя — «Разгром» (А. А. Фадеев);
- Зоя — «Пять вечеров» (А. М. Володин);
- Мария Стюарт — «Мария Стюарт» (Ф.Шиллер);
- Софья Марковна — «Старик» (А. М. Горький);
- Маша — «Океан» (А. Штейн);
- Горчакова — «Проводы» (И. Дворецкий);
- Наталья Николаевна — «Танкер „Дербент“» (Ю. Крымов)

## Фильмография
- 1973 — И на Тихом океане… — Маша, жена Пеклеванова

## Награды и звания
- Орден «Знак Почёта» (1981).
- Народная артистка РФ (1999).
- Заслуженная артистка РСФСР (1974).